# Leningradskaja
Leningradskaja (ros. Ленинградская, „Leningradzka”) – letnia stacja polarna należąca do Rosji (wcześniej radziecka), położona na Wybrzeżu Oatesa na Antarktydzie Wschodniej.

## Położenie i warunki

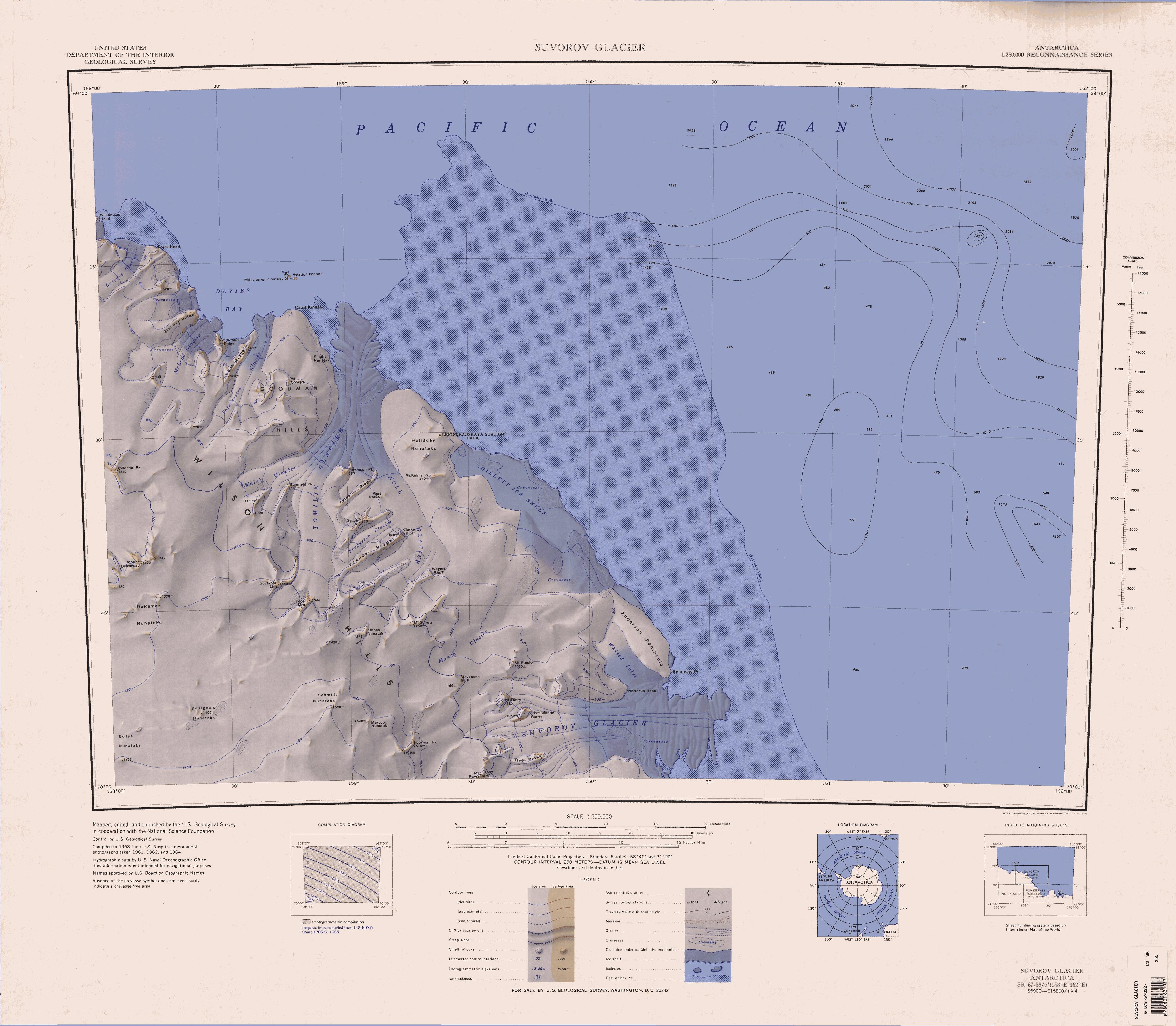
Mapa regionu, w którym znajduje się stacja

Stacja znajduje się na nunataku Leningrad, 2-3 km od wybrzeża Morza Somowa. Jest to grzbiet skalny zbudowany z leukokratycznych granitów i szarych gnejsów biotytowych, wznoszący się na 100–230 m ponad sąsiadujące lodowce.
Klimat na stacji jest morski, z gwałtownymi zmianami pogody. Wiatry są silne (średnio 8,4 m/s, maksymalnie 37 m/s), zmienne; w ciągu roku najczęstsze są wiatry z kierunku południowo-wschodniego (~50%), potem z południa i z zachodu. Od maja do sierpnia nad Morzem Somowa przechodzą zwykle 2–4 cyklony; w ciepłych miesiącach także zawirowania powietrza o mniejszej skali wpływają na pogodę na stacji Leningradskaja, prowadząc do nagłego, krótkotrwałego pogorszenia warunków, groźnego dla lotnictwa. W chłodniejszych miesiącach takie wiry tworzą się dalej na północ, nad lodem morskim, rzadziej dochodząc do lądu. Temperatura praktycznie przez cały rok nie przekracza 0 °C. Morze zamarza tu wyjątkowo wcześnie i w ciągu 20 lat działalności stacji nie zdarzyło się, żeby było całkowicie wolne od lodu (choć regularnie tworzą się rozległe połynie).

## Historia
Wybór lokalizacji stacji poprzedziły badania lotnicze i naziemne, miejsce to wybrano spośród pięciu wytypowanych przez uczestników radzieckiej wyprawy polarnej. Na miejscu zbudowano pierwszy budynek, w którym przeprowadzono badania geodezyjne, grawimetryczne, magnetometryczne i astronomiczne, zebrano też okazy flory. Stacja Leningradskaja została oficjalnie otwarta 25 lutego 1971 roku. Zamknięto ją w marcu 1991 roku, do czego przyczynił się rozpad ZSRR. W lecie 2007-08 Rosja uruchomiła automatyczne stacje meteorologiczne w tymczasowo nieczynnych bazach Leningradskaja, Mołodiożnaja i Russkaja, odtwarzając okołobiegunową sieć monitoringu.
Na stacji tej obserwowano więcej zórz polarnych niż w innych radzieckich stacjach polarnych, ze względu na bliskość bieguna magnetycznego.